# Диафрагма (анатомия)
Вижте пояснителната страница за други значения на Диафрагма.
Диафрагмата е плосък мускул, който разделя коремната от гръдната кухина и разширява белите дробове за осъществяване на дишането. Характерна е само за бозайниците.
Диафрагмата се издава куполообразно нагоре като образува 2 купола – ляв и десен. Куполите са несиметрични – десният е по-висок от левия. Инерврацията му се осъществява от нерва nervous phrenicus, нерва на шийното сплетение (plexus cervicalis) и нервите на гръдния кош по периферията nn.intercostles (Th1-Th12). Положението на диафрагмата зависи от възрастта. Анатомично диафрагмата има 3 отвора – отвор за аортата (hiatus aorticus), за хранопровода (hiatus esophageus) и за долната куха вена (foramen venae cavae). Според мястото на започване, диафрагмата може да се раздели на 3 части – поясна част (pars lumbalis), гръдна част (pars sternalis) и ребрена част (pars costalis).
При вдишване ребрата се повдигат, а диафрагмата се спуска към коремната кухина – обемът на гръдния кош се увеличава. Гръдната стена увлича пристенната плевра, а тя – белодробната. Издишването е пасивен процес, при който ребрата се спускат надолу, а диафрагмата се отпуска и се издига към гръдната кухина. Хълцането се предизвиква от резки движения на диафрагмата.
- Разположение на диафрагмата: 1-Хранопровод, 2-Диафрагма, 3-Стомах, 4-Черен дроб, 5-Жлъчен мехур, 6-Дванадесетопръстник, 7-Панкреас, 8-Далак
- Действие на диафрагмата